# 김병화 (1905년)

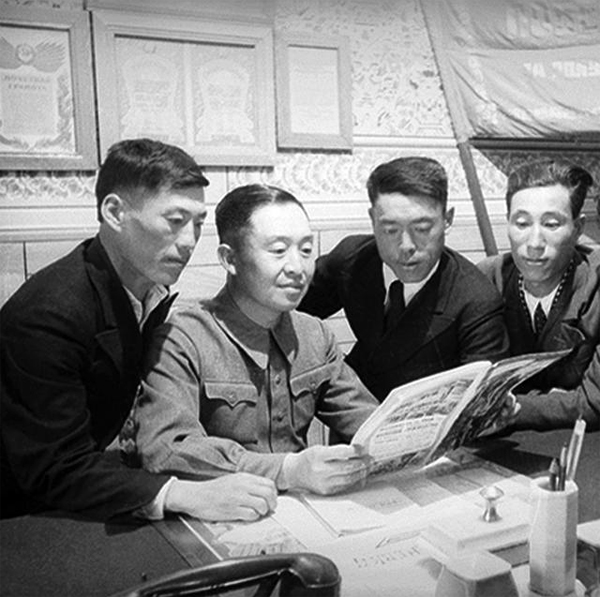

김병화(러시아어: Ким Пен Хва, 1905년 8월 6일 - 1974년 5월 7일)는 고려인 출신의 소비에트 연방의 군인, 정치인이다. 우즈벡 타슈켄트 지구 집단농장의 최고관리자 등을 맡았다. 사회주의 노동영웅 훈장을 2회 수여받았다.

## 생애
1905년 연해주에서 조선인 이민자 가정에서 태어났다. 이후 항일 빨치산 운동 등에 참여하다가 1927년 붉은 군대에 입대하였다. 1937년 고려인의 대량 강제이주가 시작되었을 무렵 그는 조선인의 민족주의 조직에 참여했다는 혐의를 받고 군을 떠났고 가족들과 함께 우즈베키스탄으로 강제이주당했다.
1940년 타슈켄트 집단농장의 관리자로 선출되어 34년간 재직하였다. 이외에 우즈베크 소비에트 사회주의 공화국의 여러 요직을 맡았으며, 1948년과 1951년 각각 사회주의 노동영웅 훈장을 수여받았다. 1974년 타슈켄트에서 사망했다.

## 같이 보기
- 고려인